# Алавердоба (фильм)
«Алавердоба» (груз. ალავერდობა) — короткометражный художественный фильм-притча 1962 года, созданный студией «Грузия-фильм». Дипломная работа режиссёра Георгия Шенгелая. Был выпущен на экран вместе с новеллой Лейла Горделадзе «Девушка в белом» в киносборнике «Два рассказа». Сценарий к фильму написан на основе одноименного рассказа Гурама Рчеулишвили.

## Сюжет
Алавердоба — традиционный религиозный грузинский праздник, посвящённый сбору урожая. Сразу на этот праздник и попадает молодой журналист, который приезжает в Кахетию в долину Алазани.
Журналист пытается, совершая на ходу кучу безрассудных поступков, нарушить естественный ход праздника как для верующих, так и для неверующих. Один из таких его поступков — угнать чужого коня, за ним устремляется несколько крестьян, жителей села. Другой поступок — взобраться на купол храма.
В итоге приехавший гость-журналист понимает, что его затея была глупой — он не может нарушить ход прекрасного праздника. Кроме того, герой начинает понимать, что именно здесь в Кахетии он увидел и почувствовал настоящую жизнь.

## В ролях
- Гейдар Палавандишвили